# نيقولاي بولات
نيقولاي بولات (بالرومانية: Nicolae Bulat)‏ هو مؤرخ مولدوفي، ولد في 10 فبراير 1952 في كوريشنيتسا ‏ في مولدوفا.